# Elektrolyt
I kemin är en elektrolyt (av grekiska elektron och ly'sis, "lösning") en substans innehållande fritt rörliga joner som gör ämnet elektriskt ledande. Den vanligaste elektrolyten är en jonlösning, men smälta elektrolyter samt fasta elektrolyter är även de möjliga.
Vanligtvis är elektrolyter lösningar av syror, baser eller salter. Vidare kan vissa gaser verka som elektrolyter vid höga temperaturer eller lågt tryck. Elektrolytlösningar kan också åstadkommas när biopolymerer (såsom DNA, polypeptider) löses upp, liksom syntetiska polymerer som poly(styren)sulfonat  (även kallade polyelektrolyter), vilka innehåller laddade funktionella grupper.
Elektrolytlösningar bildas vanligtvis när ett salt placeras i ett lösningsmedel såsom vatten, emedan de olika jonerna dissocierar beroende på de termodynamiska interaktionerna mellan lösningsmedel och löst substans, under en process kallad solvatisering[källa behövs]. Som exempel kan nämnas vanligt bordssalt, som vid upplösning i vatten genomgår följande reaktion: NaCl(s) → Na+(aq) + Cl−(aq).
Det är också möjligt för substanser att reagera med vatten och bilda joner, såsom koldioxid löser sig i vatten och ger en lösning innehållande hydronium- karbonat- och vätekarbonatjoner.
Smälta salter kan agera som elektrolyter. Till exempel leder smält natriumklorid elektricitet.
En löst elektrolyt kan beskrivas som koncentrerad, ifall den har en hög halt av joner, eller utspädd, ifall den har en låg halt. Om en stor andel av elektrolyten dissocierar till fria joner, är elektrolyten stark; medan om en låg andel dissocierar är elektrolyten svag. Egenskaperna hos elektrolyter kan användas inom elektrolysen för att utvinna beståndsdelar som lösningen innehåller.
Termen elektrolyt infördes av Michael Faraday och betecknade ursprungligen resultatet av en sammansatt kropps sönderdelning under en elektrisk ström, det vill säga en elektrolys. Svante Arrhenius lade 1887 fram sin elektrolytiska dissociationsteori, enligt vilken sönderdelningen (dissociationen) inte sker när strömmen slås på, utan redan när en jonförening löses i en vätska.
Elektrolyter med joner har stor betydelse för korrosionens hastighet. Surt regnvatten och havsvatten fungerar bra som elektrolyter.